# Gligorești (okręg Kluż)
Gligorești – wieś w Rumunii, w okręgu Kluż, w gminie Luna. W 2011 roku liczyła 539 mieszkańców.